# Nicholas Stoller
Nicholas Stoller (Londres, 19 de março de 1976) é um roteirista, diretor e produtor de cinema britânico. Depois de atuar como roteirista na comédia As Loucuras de Dick e Jane (2005), atuou pela primera vez como diretor em Ressaca de Amor (2008), desenvolvendo também seu spin-off O Pior Trabalho do Mundo (2010). Posteriormente, dirigiu outros sucessos de bilheteria como Vizinhos (2014) e Cegonhas - A História Que Não Te Contaram (2016). No ano seguinte, criou sua primeira série, Amigos da Faculdade, transmitida pela Netflix.

## Início da vida
Stoller nasceu em Londres, Inglaterra, e foi criado em Miami, Flórida, Estados Unidos, com seu irmão, Matt Stoller, um proeminente escritor político. Sua mãe, Phyllis, era uma operadora de turismo de viagens, e seu pai, Eric C. Stoller, era um executivo de banco. Stoller foi criado como judeu. Ele passou a frequentar o Harvard College e escreveu para a publicação de comédia The Harvard Lampoon, e tocou para a trupe de comédia de improvisação The Immediate Gratification Players enquanto era estudante.

## Carreira
De 2000 a 2001, Stoller escreveu para a curta série de televisão da Fox de Judd Apatow, Undeclared, e mais tarde coescreveu, novamente com Apatow, a comédia de 2005, As Loucuras de Dick e Jane. A estreia na direção de longas-metragens de Stoller, o filme de 2008, Ressaca de Amor, é uma comédia romântica estrelada por Jason Segel, Mila Kunis, Jonah Hill, Kristen Bell, Bill Hader e Russell Brand. O filme foi produzido pela Apatow Productions e foi lançado pela Universal Pictures em 18 de abril de 2008.
Em 2007, ele escreveu uma comédia de câmera única sobre um novo professor aceitando um emprego no internato que ele frequentou. Ele escreveu Sim Senhor, estrelado por Jim Carrey; o filme foi produzido por Richard Zanuck e David Heyman. Stoller escreveu e dirigiu um novo filme para a Universal Pictures e Apatow Productions intitulado O Pior Trabalho do Mundo. O filme estreou em 25 de maio de 2010 e foi lançado nos cinemas em 4 de junho de 2010.
Em 2008, Stoller e Jason Segel coescreveram Os Muppets, o primeiro filme para cinemas a apresentar os personagens em quase 12 anos. O filme foi produzido pela Walt Disney Pictures e lançado em 23 de novembro de 2011. Após o sucesso do filme, Stoller e o diretor do filme, James Bobin, escreveram Muppets 2: Procurados e Amados, uma semi-sequência do filme.
Stoller também dirigiu Cinco Anos de Noivado (2012), que ele coescreveu com Jason Segel, que também estrelou. A Apatow Productions produziu o filme, que é sobre os altos e baixos do noivado de cinco anos de um casal. Stoller dirigiu o filme Vizinhos, sua sequência Vizinhos 2 e escreveu Sex Tape - Perdido na Nuvem. Em 2016, Stoller escreveu e dirigiu o filme de animação de comédia Cegonhas - A História Que Não Te Contaram para o Warner Animation Group. O filme foi lançado em 23 de setembro de 2016.
Junto com sua esposa Francesca Delbanco, Stoller criou a série de televisão de comédia Amigos da Faculdade, que estreou na Netflix em julho de 2017. Stoller dirigiu todos os oito episódios da primeira temporada.
Mais recentemente, sua empresa Stoller Global Solutions renovou um acordo geral com a Sony Pictures Television.

## Vida pessoal
Stoller conheceu Francesca Delbanco (filha do escritor Nicholas Delbanco e neta do violoncelista Bernard Greenhouse) em uma oficina de dramaturgia para graduados de Harvard em 2001. Eles se casaram em uma cerimônia judaica em setembro de 2005. Eles têm duas filhas. 

## Filmografia

### Filmes
| Ano  | Título                                    | Diretor | Roteirista | Produtor  | Notas                                   |
| ---- | ----------------------------------------- | ------- | ---------- | --------- | --------------------------------------- |
| 2005 | As Loucuras de Dick e Jane                | Não     | Sim        | Não       |                                         |
| 2008 | Ressaca de Amor                           | Sim     | Não        | Não       |                                         |
| 2008 | Sim Senhor                                | Não     | Sim        | Não       |                                         |
| 2010 | O Pior Trabalho do Mundo                  | Sim     | Sim        | Sim       |                                         |
| 2010 | As Viagens de Gulliver                    | Não     | Sim        | Não       |                                         |
| 2011 | Os Muppets                                | Não     | Sim        | Executivo |                                         |
| 2012 | Cinco Anos de Noivado                     | Sim     | Sim        | Sim       |                                         |
| 2014 | Muppets 2: Procurados e Amados            | Não     | Sim        | Executivo |                                         |
| 2014 | Vizinhos                                  | Sim     | Não        | Não       |                                         |
| 2014 | Sex Tape - Perdido na Nuvem               | Não     | Sim        | Não       |                                         |
| 2016 | Zoolander 2                               | Não     | Sim        | Não       |                                         |
| 2016 | Vizinhos 2                                | Sim     | Sim        | Não       |                                         |
| 2016 | Cegonhas - A História Que Não Te Contaram | Sim     | Sim        | Sim       |                                         |
| 2017 | As Aventuras do Capitão Cueca - O Filme   | Não     | Sim        | Não       | Também compositor da canção: "Saturday" |
| 2018 | Night School                              | Não     | Sim        | Não       |                                         |
| 2018 | Pépequeno                                 | Não     | Não        | Executivo |                                         |
| 2019 | Dora e a Cidade Perdida                   | Não     | Sim        | Não       |                                         |
| 2022 | DC Liga dos Super Pets                    | Não     | Não        | Executivo |                                         |
| 2022 | Bros                                      | Sim     | Sim        | Sim       |                                         |

### Televisão
| Ano       | Título               | Diretor | Escritor | Produtor Executivo | Notas                                       |
| --------- | -------------------- | ------- | -------- | ------------------ | ------------------------------------------- |
| 2000      | Strangers with Candy | Não     | Sim      | Não                | Episódio "A Price Too High for Riches"      |
| 2001–2002 | Undeclared           | Não     | Sim      | Não                | Vários episódios; também editor de história |
| 2012      | Entry Level          | Sim     | Sim      | Sim                | Piloto sem sucesso                          |
| 2015      | The Carmichael Show  | Não     | Sim      | Não                |                                             |
| 2015      | The Grinder          | Sim     | Não      | Sim                |                                             |
| 2017      | Amigos da Faculdade  | Sim     | Sim      | Sim                | Criador                                     |
| TBA       | Goosebumps           | Não     | Não      | Sim                |                                             |